# Introducción y Allegro para cuerdas

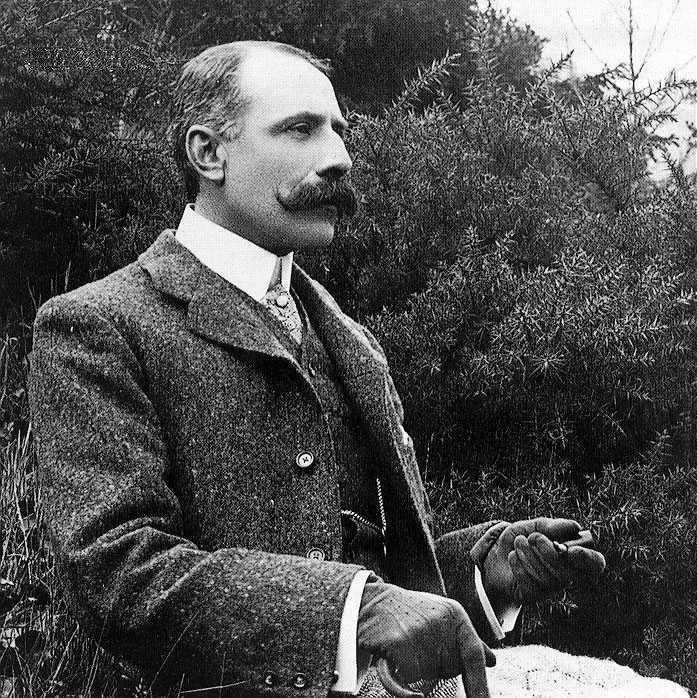
Sir Edward Elgar

Introducción y Allegro para cuerdas (en inglés, Introduction and Allegro for Strings), Op. 47, es una obra compuesta por Edward Elgar en 1905 para representarla en un concierto íntegro sobre sus obras a cargo de la recientemente formada Orquesta Sinfónica de Londres. La obra fue escrita para cuarteto de cuerdas y orquesta de cuerdas y tenía el objetivo de mostrar el virtuosismo de los intérpretes. A pesar de que la acogida inicial de la crítica fue tibia en el mejor de los casos, la partitura pronto llegó a ser reconocida como una obra maestra. La obra, que tiene una duración aproximada de entre doce y catorce minutos, es como un poema sinfónico de múltiples capas para orquesta de cuerdas, con varios temas destacados.
La obra está dedicada a Samuel Sanford, que había sido fundamental para que Elgar obtuviera un doctorado honorario en música en la Universidad de Yale el 28 de junio de 1905, donde se interpretó la primera marcha de Pompa y circunstancia por primera vez en una ceremonia.